# Trechnotheria
De Trechnotheria is een groep van zoogdieren behorend tot de Theriiformes. Vrijwel alle hedendaagse zoogdieren (Monotremata uitgezonderd) behoren tot deze groep, evenals verschillende uitgestorven zoogdiergroepen.
De Trechnotheria omvat de ordes Symmetrodonta, Dryolestoida en Deltatheroida en de Theria. Deze laatste groep bestaat uit de Metatheria (buideldieren) en de Eutheria (placentale zoogdieren).

## Classification (McKenna&Bell,1997)
- Mammalia
  - Theriiformes
    - Holotheria
      - † Kuehneotheria
      - Trechnotheria
        - † Symmetrodonta
        - Cladotheria

## Classification (Kielan-Jaworowska, Cifelli & Luo,2004)
- Holotheria Wible et al., 1995
  - † Chronoperatidae Fox, Youzwyshyn & Krause, 1992
  - Trechnotheria McKenna, 1975 (≈Yangotheria Chow & Rich, 1982)
    - † Austrotriconodontidae Bonaparte, 1990
    - † Gobiconodontidae Chow & Rich, 1984
    - † Amphilestidae Osborn, 1888
    - † Amphiodontoidea Prothero, 1981
    - † Spalacotherioidea Prothero, 1981
    - † Symmetrodonta Simpson, 1925
    - † Eutriconodonta Kermack, Musset & Rigney, 1973
    - Cladotheria McKenna, 1975 (Wang, Clemens, Hu&Li, 1998)
      - †Butlerigale
      - †Dryolestoidea
      - †Amphitheriida
        - †Amphitherium

      - Zatheria
        - †Arguitherium
        - †Arguimus
        - †Nanolestes
        - †Vincelestes
        - †Peramura
        - Tribosphenida